# Genpei jōsuiki
Le Genpei jōsuiki, aussi connu sous le nom de Genpei seisuiki (源平盛衰記), est une version étendue en quarante-huit livres du Heike monogatari.